# 賓厄姆鎮區 (密歇根州休倫縣)
賓厄姆鎮區（英語：Bingham Township）是位於美國密歇根州休倫縣的一個行政鎮區。

## 地方資料
賓厄姆鎮區的面積為92.90平方千米，當中陸地面積為92.90平方千米，而水域面積為0.00平方千米。根據2020年美國人口普查的數據，當地共有人口1642人，而人口密度為每平方千米17.67人。